# 헬리코니아속

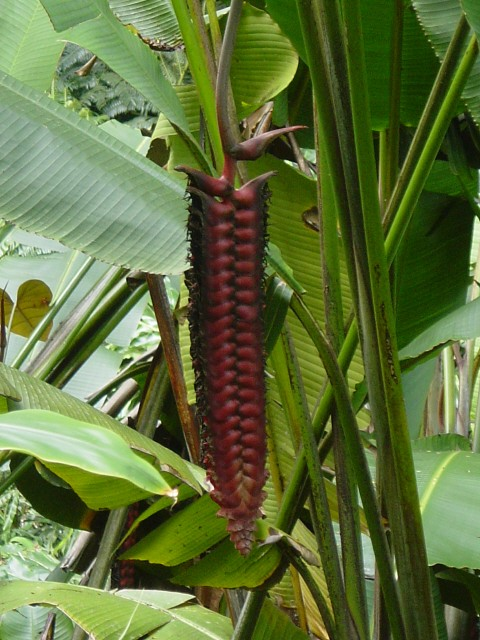
Heliconia mariae 꽃차례

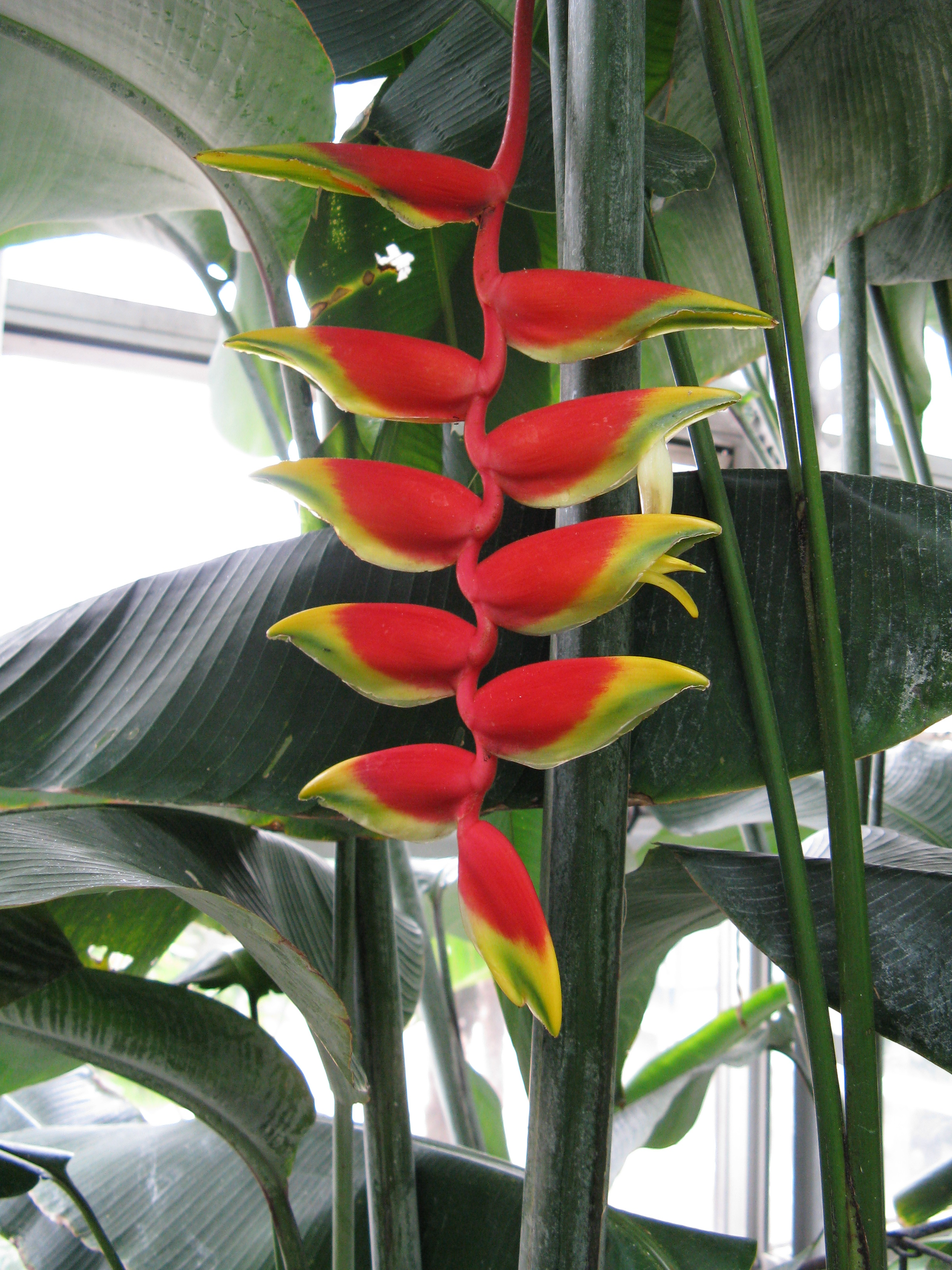
Heliconia pendula 꽃차례

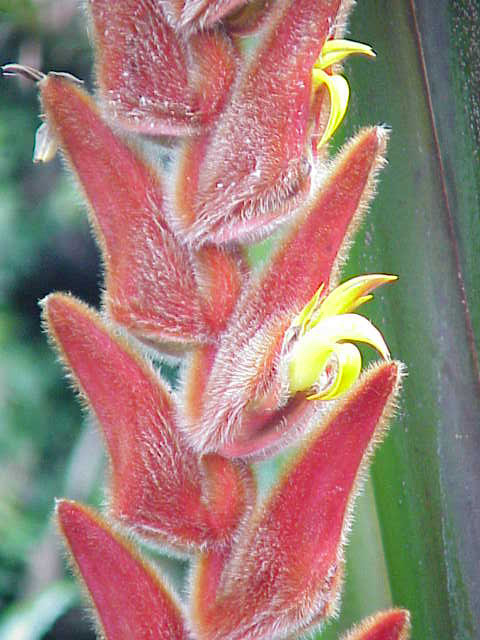
Closeup of Heliconia vellerigera 꽃차례

헬리코니아는 생강목 헬리코니아속(Heliconia)에 속하는 외떡잎식물의 총칭이다. 이름은 그리스어 helikonios에서 유래했다. 열대 아메리카와 인도네시아까지의 태평양 군도에 자생하는 속씨식물로 약 100~200여 종을 포함하고 있다. 극락조화속 식물과 비슷하여 "가짜 극락조화"로 불리기도 한다.
헬리코니아속은 헬리코니아과의 유일속이지만, 이전에는 파초과로 분류했다. 1998년의 APG 분류 체계와 이를 계승한 2003년의 APG II 분류 체계는 헬리코니아과를 외떡잎식물군의 닭의장풀군에 속하는 생강목으로 분류했다.

## 일부 종
| - H. acuminata - H. aemygdiana - H. angusta - H. angustifolia - H. aurantiaca - H. aurea - H. berryi - H. bicolor - H. bihai - H. bourgaeana - H. brasiliensis - H. brenneri - H. burle-marxii - H. caltheaphylla - H. caribaea - H. champneiana - H. chartacea - H. collinsiana - H. curtispatha - H. episcopalis - H. excelsa - H. farinosa - H. flabellata - H. fredberryana - H. gaiboriana - H. hirsuta - H. humilis | - H. indica - H. julianii - H. juruana - H. latispatha - H. lennartiana - H. lingulata - H. litana - H. lutheri - H. magnifica - H. marginata - H. mariae - H. markiana - H. marthiasiae - H. metallica - H. monteverdensis - H. mutisiana - H. nutans - H. obscura - H. ortotricha - H. pearcei - H. paka - H. paludigena - H. pardoi - H. peckenpaughii - H. pendula - H. peteriana - H. platystachys | - H. pogonantha - H. pseudoaemygdiana - H. psittacorum - H. ramonensis - H. × rauliniana - H. revoluta - H. richardiana - H. riopalenquensis - H. rostrata - H. schiedeana - H. sclerotricha - H. shumanniana - H. spathocircinata - H. spissa - H. standleyi - H. stricta - H. subulata - H. tortuosa - H. vaginalis - H. vellerigera - H. velloziana - H. velutina - H. virginalis - H. wagneriana - H. willisiana - H. xanthovillosa - H. zebrina |

## 갤러리

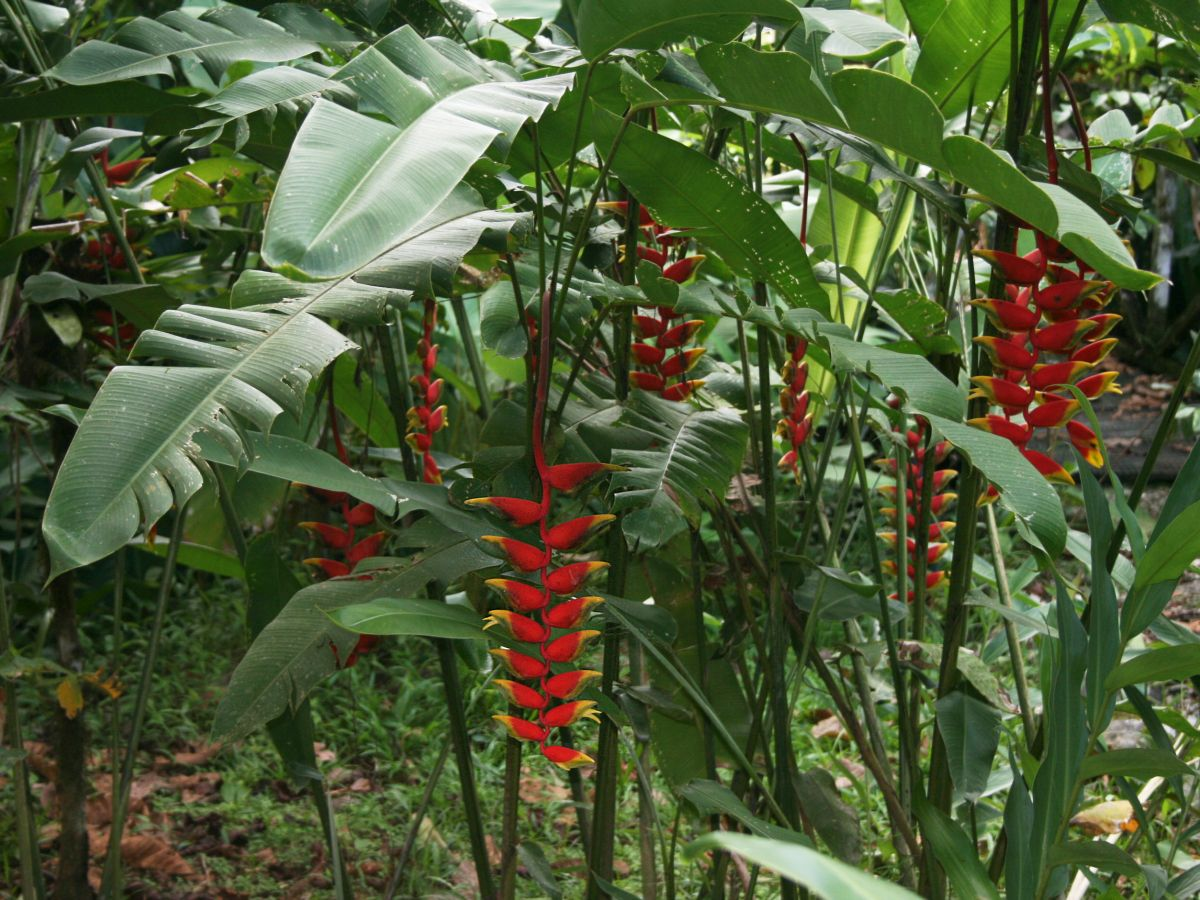
코스타리카 식물원의 Heliconia rostrata
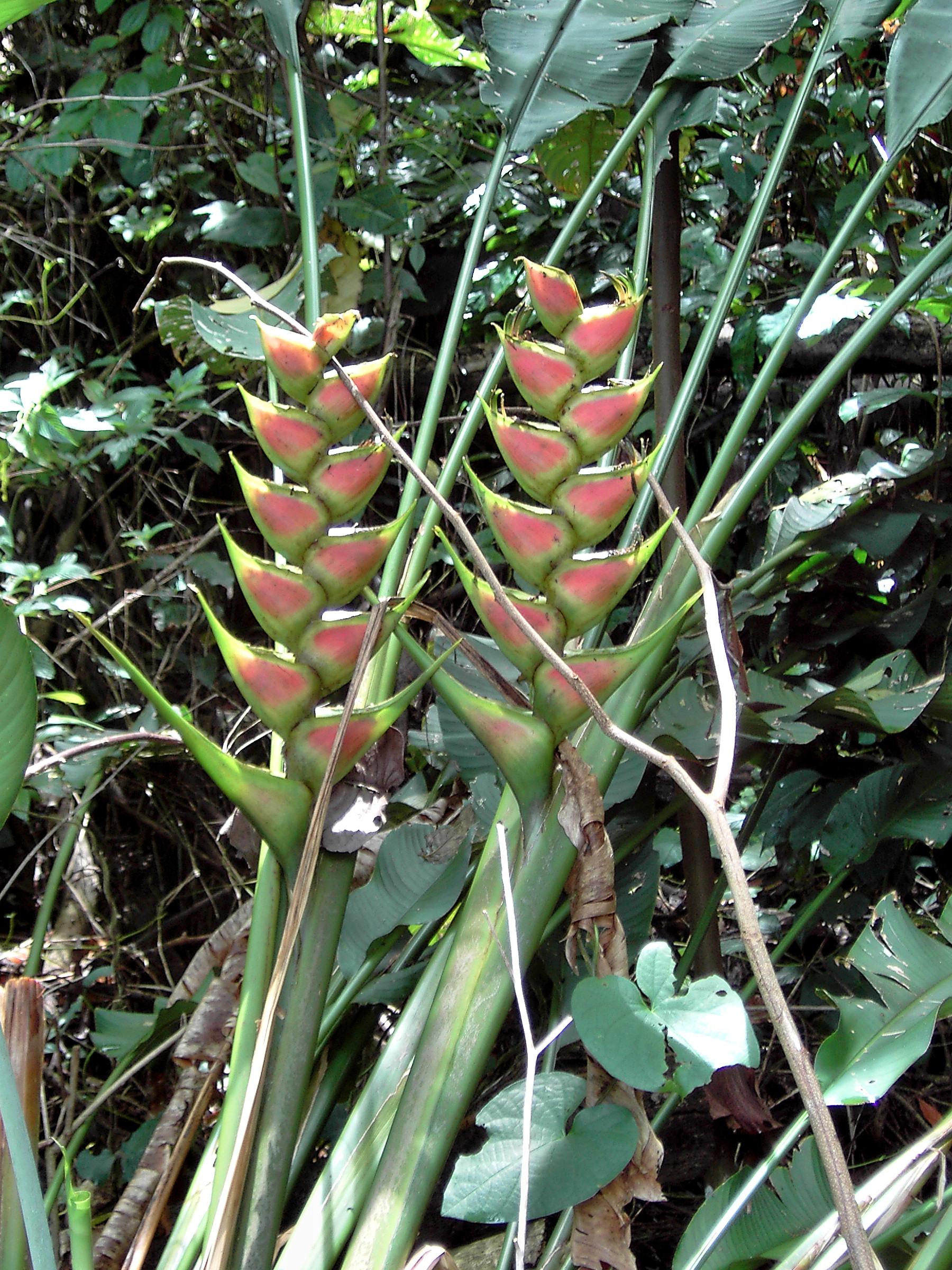
플로리다의 Heliconia wagneriana
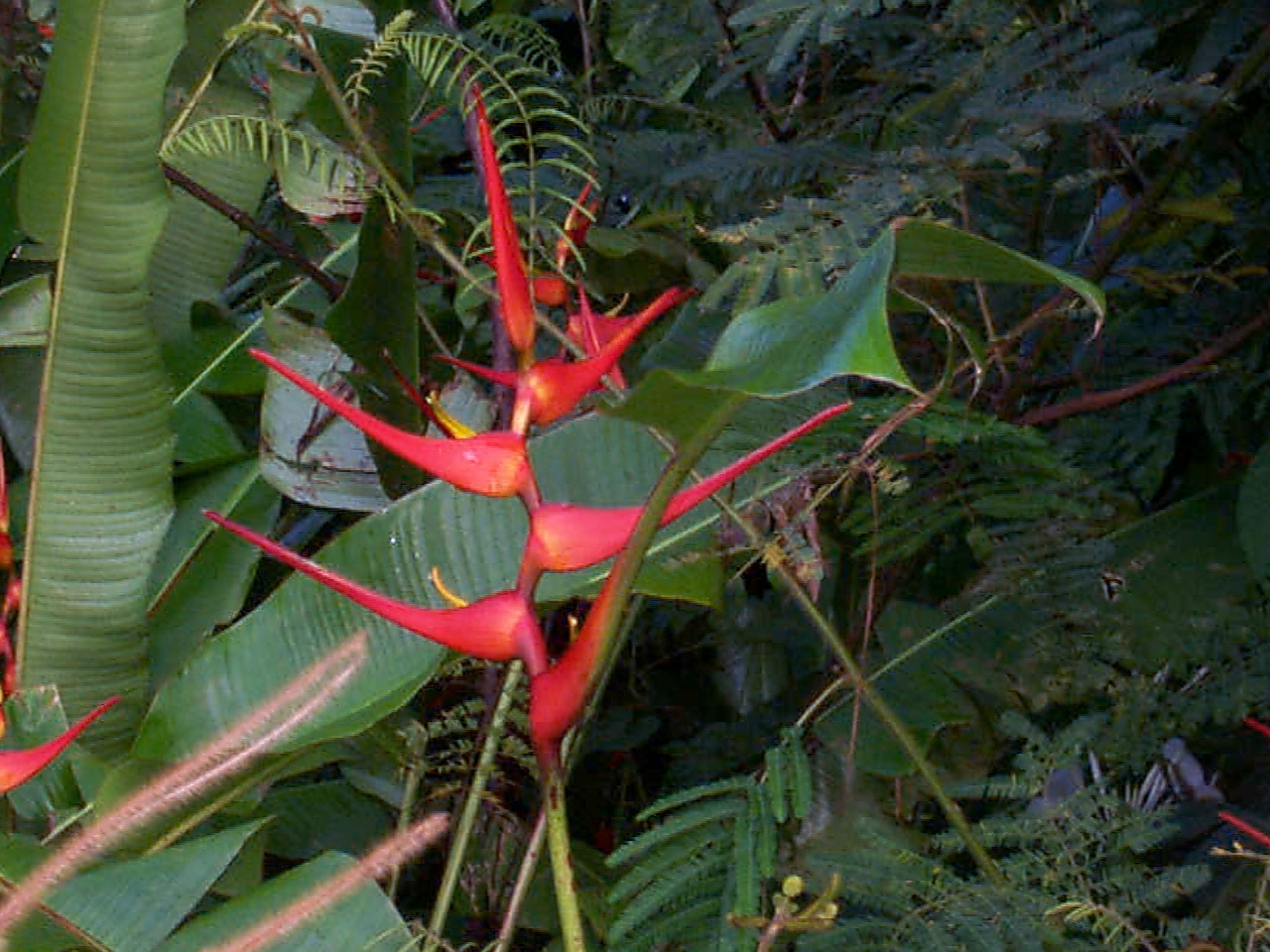
쿠바 시에라 델 에스캄브레이 열대 우림의 Heliconia sp.
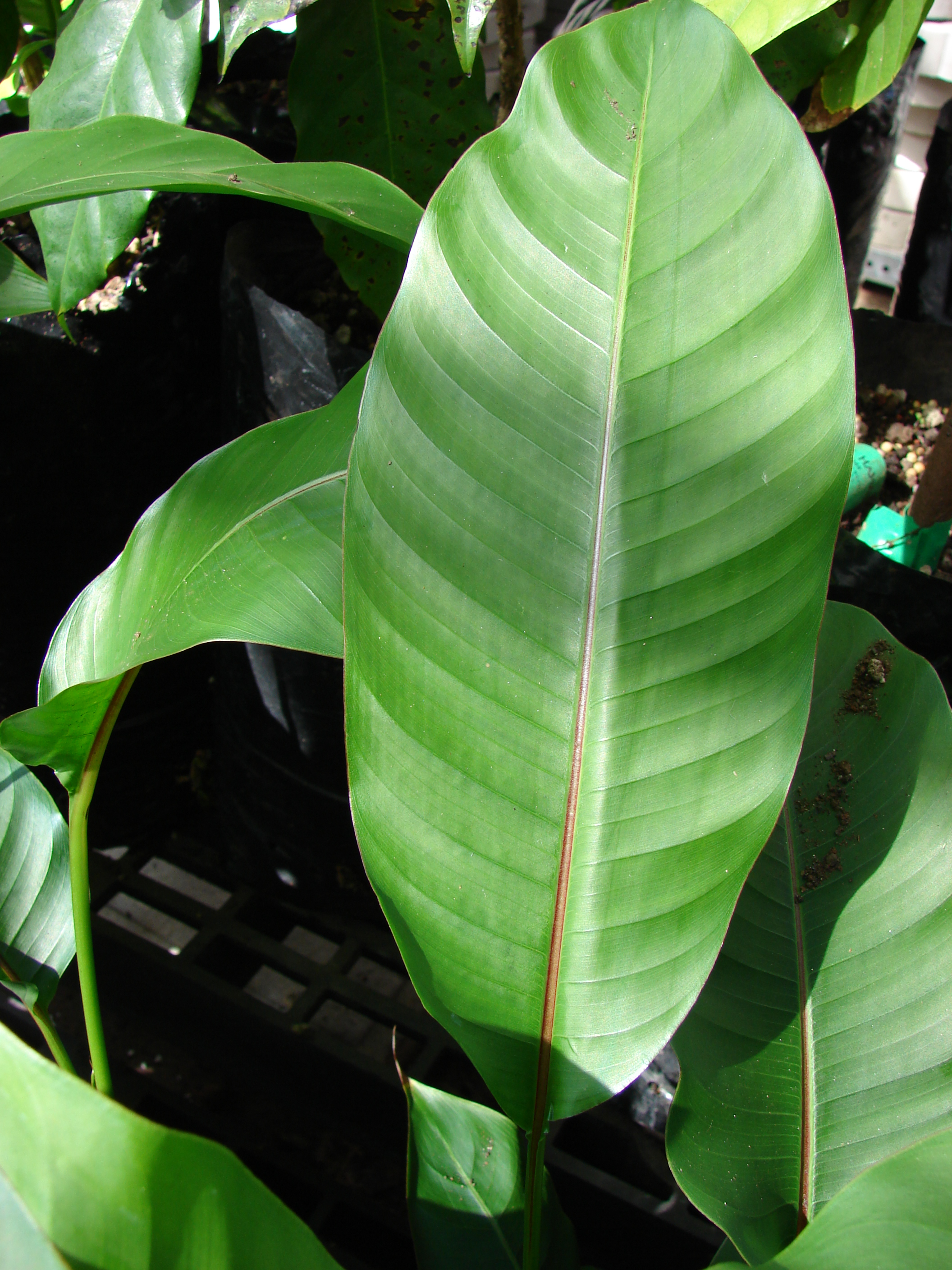
헬리코니아 스트릭타(드워프 자메이카 잎). 위치 : 마우이, 쿠라 에이스 하드웨어 및 보육